# 啊，美丽的维尔京群岛
《啊，美丽的维尔京群岛》（英語：Oh, Beautiful Virgin Islands）是英属维尔京群岛的“领土歌”。这首歌由维尔京群岛本地的兄妹组合卡里姆·纳尔逊·赫尔和阿雅娜·赫尔共同创作；2011年，卡里姆·纳尔逊·赫尔和阿雅娜·赫尔完成曲调；2012年，阿雅娜·赫尔完成歌词。2012年7月24日，英属维尔京群岛议会通过决议，正式采用这首歌为“领土歌”。作为英国海外领土，英属维尔京群岛的正式国歌仍为《天佑国王》。